# Classique des Alpes 2001
La Classique des Alpes 2001, undicesima edizione della corsa e valida come evento dell'UCI, categoria 1.1, si svolse il 9 giugno 2001, per un percorso totale di 175 km. Fu vinta dallo spagnolo Iban Mayo, che giunse al traguardo con il tempo di 4h57'21", alla media di 35,312 km/h.
I ciclisti che portarono a termine il percorso furono 51.

## Ordine d'arrivo (Top 10)
| Pos. | Corridore       | Squadra         | Tempo    |
| ---- | --------------- | --------------- | -------- |
| 1    | Iban Mayo       | Euskaltel       | 4h57'21" |
| SQ   | Lance Armstrong | US Postal       | a 1'12"  |
| 3    | Pavel Tonkov    | Mercury         | s.t.     |
| 4    | Félix Cárdenas  | Kelme           | a 2'27"  |
| 5    | Benoît Salmon   | AG2R Prév.      | a 2'43"  |
| 6    | Unai Etxebarria | Euskaltel       | a 3'13"  |
| 7    | Beat Zberg      | Rabobank        | a 4'12"  |
| 8    | Andrej Kivilëv  | Cofidis         | s.t.     |
| 9    | Santiago Botero | Kelme           | s.t.     |
| 10   | Frédéric Bessy  | Crédit Agricole | s.t.     |